# Gong (gruppo musicale)
I Gong sono un gruppo di rock progressivo fondato dal musicista australiano Daevid Allen, precedentemente membro dei Soft Machine. Il loro stile è talvolta catalogato anche come space rock ed ha uno strettissimo legame con la scena di Canterbury. Una delle caratteristiche più particolari del gruppo è l'anticonformismo dei suoi membri (a partire da Allen), e la variopinta "mitologia" messa in scena nei loro testi. Intorno al gruppo principale Gong hanno ruotato un grande numero di formazioni e gruppi paralleli (Pierre Moerlen's Gong, Planet Gong, Mother Gong, New York Gong ecc.) che complessivamente sono noti come la Gong Global Family.

## Storia

### Le premesse
Daevid Allen nasce a Melbourne il 13 gennaio del 1938. Giunto a Canterbury nel 1961, vi conosce l'allora sedicenne Robert Wyatt, figlio dei suoi padroni di casa. Spostandosi frequentemente fra Londra e Parigi, Daevid ha occasione di collaborare con Terry Riley e ad alcune performance di William Burroughs. Nello stesso periodo si sposa con Kay Calvert.
Nel 1963, Allen si esibisce al celebre Marquee di Londra con il suo gruppo, il Daevid Allen Trio, composto da lui, Wyatt e Hugh Hopper (occasionalmente, al trio si accompagnava Mike Ratledge). Le esibizioni free jazz di quei concerti verranno pubblicate nel 1993 col titolo Live 1963.
La storia dei Gong ha origine durante la luna piena nella Pasqua del 1966 da una visione che Daevid ebbe, secondo la quale lui non era che un esperimento sotto la supervisione di forze soprannaturali che chiamò i dottori dell'ottava, i quali alimentano e trasformano ogni forma di vita attraverso la musica. A partire da questa visione cominciò ad elaborare tutta la filosofia e la mitologia Gong.
Nel 1966 Allen fonda con Robert Wyatt i Soft Machine. In questo periodo Allen sviluppa una tecnica di glissato mutuata da Syd Barrett. I Soft Machine e i Pink Floyd si esibiscono nello stesso periodo in uno dei primi club psichedelici della swinging London, l'UFO Club (frequentato tra gli altri da Paul McCartney). L'anno successivo Giorgio Gomelsky produce diversi demo della band, che verranno pubblicati solo nel 1971 con il titolo Faces and Places Vol. 7 (in altre edizioni At the Beginning e Jet-Propelled Photographs), e finanzia un tour estivo in Francia che ottiene un successo clamoroso. Al ritorno in Inghilterra, il 24 agosto 1967 Daevid Allen viene bloccato alla frontiera di Dover per irregolarità dei documenti e rispedito in Francia.

### Gli inizi
In novembre Allen crea il primo nucleo dei Gong insieme alla nuova compagna Gilli Smyth, professoressa londinese alla Sorbona, e ad un turco di nome Tanner Celensu come tecnico del suono. Già in questi inizi il suono è caratterizzato dal glissando di Daevid e dagli "space whispers" di Gilli Smyth, un modo di cantare sussurrato e filtrato da effetti di eco ideato da lei stessa. Cominciano i primi concerti e session con diversi musicisti. Nel gennaio del 1968 i Gong si esibiscono tutte le sere al ristorante La Vieille Grille di Parigi. In marzo Daevid e Gilli insieme a Patrick Fontaine e Marc Blanc formano la Bananamoon band che tiene dei concerti a Parigi e dintorni.

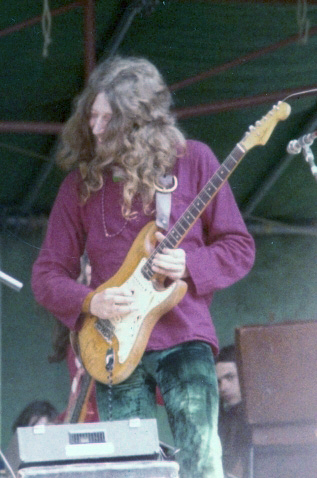
Steve Hillage, 1974

Durante il maggio francese del 1968, Daevid Allen e Gilli Smyth sono avvicinati dal regista Jérôme Laperrousaz, che li invita a registrare su video uno spettacolo in strada. I due accettano ma la performance viene interrotta tanto dalla polizia quanto dal servizio d'ordine degli studenti. Alcune immagini sono rintracciabili nel film di Laperrousaz Nightmares of Mr. Respectable.
Ritenuti soggetti pericolosi, la Smyth e Allen sono costretti a ritirarsi a Maiorca dove cominciano a progettare la filosofia e la mitologia Gong, e mettono insieme il materiale che porterà al loro primo album, Magick Brother, Mystic Sister. Qui incontrano il sassofonista Didier Malherbe, che vive in una grotta a Deià, un villaggio considerato la "culla" dei Gong. Malherbe si dice entusiasta del lavoro di Daevid e Gilli. Fanno per alcuni mesi la spola tra Deià e la Francia, dove tengono diversi concerti. Nel dicembre del 1968 la Bananamoon band registra due demo, che confluiranno assieme a brani di quel periodo dei Gong e di Daevid nella raccolta Je ne fume pas des bananes, che verrà pubblicata solo nel 1993. Registrati sotto l'effetto di droghe allucinogene e ingenti quantità di alcool, risulteranno la peggiore produzione del gruppo. Nella primavera del 1969 la Bananamoon band si scioglie, ma il progetto Gong continua.

### Le prime pubblicazioni
Nell'agosto del 1969, uno dei fondatori dell'etichetta indipendente BYG Actuel Records, Jean Karakos, fautore di produzioni musicali anti-biz, raggiunge con i Gong un accordo verbale per l'incisione di tre album. Tra settembre e ottobre prende forma Magick Brother, Mystic Sister, la prima vera opera del gruppo, che uscirà per la BYG nel 1970. La formazione è composta da: Allen, Smyth, Malherbe (fiati), Houari (batteria), ed altri musicisti che subito dopo lasceranno la band. Legato principalmente alla psichedelia ed ancora lontano dallo stile che contraddistinguerà la band in seguito, il disco propone spunti interessanti, fra tutti la prima narrazione del pianeta Gong e dei suoi pot head pixies, anticamera della mitologia Gong, e gli space whispers di Gilli Smyth.
Nello stesso periodo esce il primo 45 giri, Garçon Ou Fille, che contiene i due brani Est-Ce Que Je Suis? e Hip Hypnotise You, dove per la prima volta compare Christian Tritsch al basso.
Nell'ottobre del 1969 Karakos organizza il festival di jazz e rock di Amougies in Belgio, dopo l'annullamento da parte delle autorità francesi dello stesso festival che originariamente doveva tenersi a Parigi, oltre ai Gong partecipano decine di "giganti" quali i Pink Floyd, Frank Zappa, Archie Shepp, i Colosseum ecc. Si tratta del primo concerto ufficiale della band.
Alla pubblicazione di Magick Brother, che viene nominato disco della settimana da una stazione radio francese, segue nel 1970 un'intensa serie di concerti dal vivo. A questo periodo sono da ascrivere i demo e le prove da cui usciranno Camembert Electrique e Banana Moon, parte del materiale che viene scartato verrà pubblicato nel 1995 dalla GAS records col titolo Camembert Eclectique.
La storia del secondo album registrato per la BYG la si deve all'allora manager del gruppo Bob Bénamou, che spinge Allen, a Londra per un concerto di beneficenza, a registrare con Robert Wyatt. Oltre a questi e a Tritsch, vengono coinvolti Archie Legget al basso, Nick Evans al trombone, Gary Wright al pianoforte e Pip Pyle alla batteria. Nasce così Bananamoon, del 1971, che dopo le iniziali copie vendute come opera dei Gong, prende il nome Banana Moon e viene attribuito a Daevid Allen. Fonico dell'album è Tim Blake, che Allen convince a seguire la band in Francia per continuare la collaborazione.
Laperoussaz torna a coinvolgere il gruppo in una produzione cinematografica, e nel 1971 i Gong incidono per la Philips Continental Circus, la colonna sonora del film omonimo dedicato al campione di motociclismo Jack Findlay. Nello stesso anno collaborano con il poeta-musicista Dashiell Hedayat all'incisione del suo Obsolete, tra gli altri artisti della formazione figurano anche William Burroughs e Sam Ellidge, il bimbo figlio di Robert Wyatt. In questo periodo anche Kevin Ayers entra nel gruppo, di cui diviene membro occasionale.
La formazione si consolida incidendo Camembert Electrique, prodotto da Karakos per la BYG nel 1971. L'album viene registrato esclusivamente durante le fasi di luna piena di maggio, giugno e settembre nello studio del castello di Hérouville in Normandia. La formazione comprende Allen, Smyth, Malherbe, Tritsch e Pyle. L'edizione inglese del 1974, pubblicata dalla Virgin, fu venduta al prezzo di soli 59 pence per promuovere le vendite, ma fu bandita dalle classifiche proprio per il prezzo troppo ridotto. È questo il primo album "classico" della band, che raggiunge la maturità artistica e riprende i temi della mitologia Gong nei brani Radio Gnome Prediction, Tropical Fish: Selene e Gnome The Second.

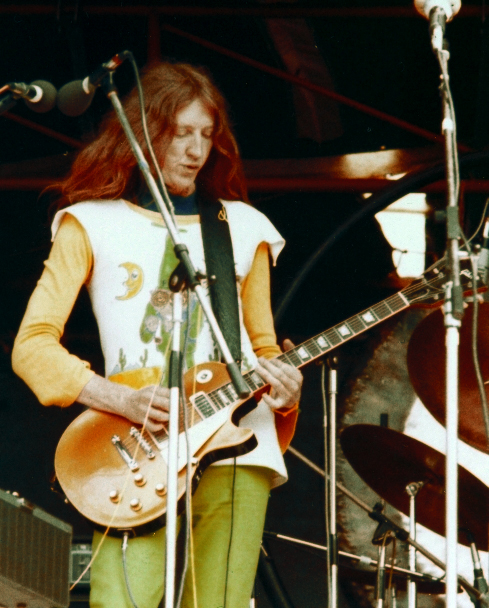
Daevid Allen, 1974

Durante il 1971, i Gong partecipano al secondo Glastonbury Festival, apparendo poi su un lato di Glastonbury Fayre 1971, il triplo album contenente brani di diversi artisti che hanno partecipato all'evento.
Tra la fine del 1971 e il 1972 si alternano nel gruppo alcuni batteristi, tra cui Laurie Allan. In questo periodo si eclissa la BYG, scossa da notevoli problemi finanziari, ed i Gong entrano nell'orbita del produttore Giorgio Gomelsky. Tornano nel Regno Unito e sono una delle prime band a firmare per la Virgin. Ciò apre un lungo contenzioso con la BYG, che farà perdere al gruppo molte delle royalty dei dischi precedenti. Il boss della Virgin, Richard Branson, che ha avuto modo di vederli al Glastonbury Festival, accorda alla band la priorità di scelta sugli orari di uso degli studi di incisione, addirittura davanti a Mike Oldfield. I Gong accusano Oldfield di plagio e si ritiene che sia questo il motivo per cui la Virgin tolse la priorità a Oldfield.
Nel frattempo, Tritsch non gradisce il ruolo di bassista e passa alla chitarra; al basso gli subentra Francis Moze, proveniente dal gruppo francese dei Magma. Per un tour di tre settimane in Francia viene aggregato il chitarrista del nuovo gruppo di Kevin Ayers, Steve Hillage (ex Khan), che diventerà un membro fisso dei Gong. Tim Blake, oltre che fonico del gruppo, diviene a sua volta membro della band suonando le tastiere ed il sintetizzatore.
Nel 1973, i Gong contribuiscono con due brani al doppio live Greasy Truckers - Live at Dingwalls Dance Hall (tiratura limitata), cui partecipano anche gli Henry Cow, i Camel e la Global Village Trucking Company. I brani dei Gong, in realtà, non sono registrati al Dingwall ma al festival di Tabarka in Tunisia e a Sheffield in Inghilterra.

### La consacrazione

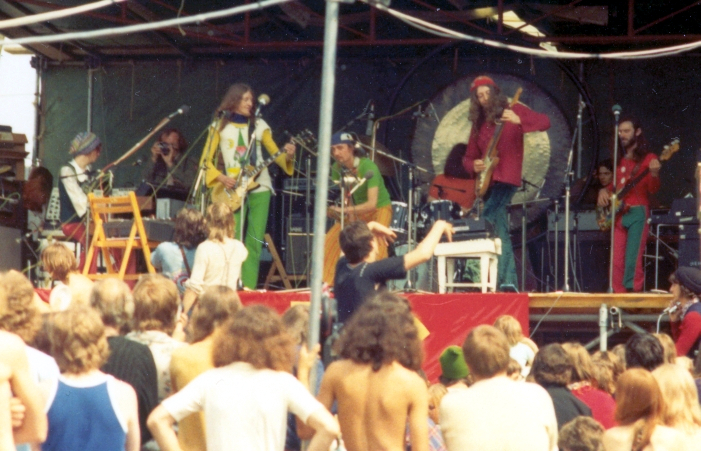
Gong, Hyde Park, Londra, 1974

Fra il 1973 e il 1974, con il contributo del nuovo chitarrista Steve Hillage, i Gong incidono la trilogia di Radio Gnome, composta da Flying Teapot, Angel's Egg e You, con i quali raggiungono l'apice della vena artistica e della popolarità. Questi tre album sono totalmente consacrati alla narrazione della mitologia Gong a cui già i lavori precedenti alludevano. In tutte le formazioni di questi tre dischi sono presenti Daevid Allen (voce, chitarra), Gilli Smyth ("space whispers"), Steve Hillage (chitarra), Didier Malherbe (sassofono, flauto) e Tim Blake (tastiere).
Christian Tritsch (chitarra), Rachid Houari (percussioni), Laurie Allan (batteria) e Francis Moze (basso) lasciano il gruppo dopo Flying Teapot, e per la registrazione di Angel's Egg vengono sostituiti dal virtuoso Pierre Moerlen (batteria, vibrafono e marimba), Mike Howlett (basso) e Mireille Bauer (glockenspiel e percussioni). Per la sessione di You entrano anche Benoit Moerlen (percussioni) e Miquette Giraudy (voce), la compagna di Hillage.
Al termine delle registrazioni di Flying Teapot, Daevid e Gilli si ritirano a Deià e lasciano ad affiatarsi gli altri musicisti che saranno nella formazione di Angel's Egg, il veterano Malherbe ed i nuovi Moerlen, Howlett, Hillage e Blake. Questo esperimento sfocia in una serie di concerti dei cinque a nome Paragong, alcuni dei loro brani verranno pubblicati nel 1995 in un album dal titolo Paragong Live '73.

### Il dopo Allen
Nel 1974 la Smyth esce dal gruppo per dedicarsi ai figli. L'anno successivo, in un concerto a Cheltenham, Allen si rifiuta di salire sul palco sostenendo di essere trattenuto da un "muro di forza" ed a sua volta abbandona i Gong. Alla base dell'abbandono dei due fondatori c'erano i ricorrenti attriti con Pierre Moerlen (che Allen e Smyth consideravano troppo "tecnico") e la repulsione di Daevid per lo sfruttamento operato dall'industria musicale. Criticava l'evoluzione della Virgin, che si era trasformata da etichetta indipendente a major emergente. Anche Blake lascia la band.

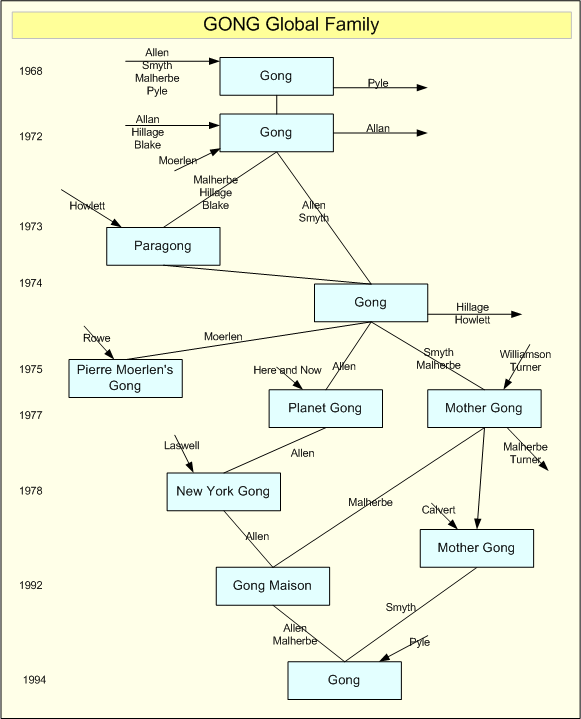
Albero genealogico dei Gong

Senza Allen i Gong proseguono, il nuovo leader diventa il batterista Pierre Moerlen, lo stile subisce fortemente l'influenza del jazz rock e vengono abbandonati i temi della mitologia Gong, la cui paternità era completamente ascrivibile ad Allen. Rimane in parte l'influenza del rock progressivo grazie all'apporto di Malherbe e Howlett, che contribuiscono anche alla composizione di nuovi brani, e alla chitarra di Hillage.
Nel dicembre del 1975 registrano Shamal, un album di discreto successo prodotto da Nick Mason dei Pink Floyd. La formazione è composta da: Moerlen, Malherbe, Howlett, Bauer, Patrice Lemoine, che sostituisce Blake alle tastiere, e la coppia Hillage-Giraudy che, in dissenso con il nuovo indirizzo preso, figurano come ospiti ed escono nel dicembre del 1975, prima della pubblicazione del disco nel febbraio del 1976. La leadership della band viene definitivamente assegnata dalla Virgin a Moerlen. Howlett e Lemoine escono in maggio.

### I Pierre Moerlen's Gong
Il successivo Gazeuse!, che verrà in seguito pubblicato negli Stati Uniti con il titolo Expresso, si distanzia ulteriormente dal rock progressivo e si avvicina di più al jazz, la musica è esclusivamente strumentale e si basa sulla parte ritmica che comprende tre vibrafoni e sulla chitarra del neo-entrato Allan Holdsworth. L'album esce nel gennaio del 1977 e subito dopo lascia il gruppo anche Malherbe, l'ultimo rimasto della formazione originale. In aprile viene ufficializzato lo scioglimento momentaneo della band. Gazeuse! stesso, per quanto attribuito ai Gong per ragioni contrattuali con la Virgin, è un album ascrivibile alla nuova line-up che poi prenderà il nome di Pierre Moerlen's Gong.
Vista la progressiva dissoluzione, Moerlen già nel novembre del 1976 prepara la nuova versione della band che prende forma nel febbraio successivo. La formazione totalmente rinnovata ha base in Francia e il primo lavoro è Expresso II, nuovamente attribuito ai Gong per ragioni di contratto con la Virgin che lo pubblica nel marzo del 1978. In quello stesso periodo la formazione prende il nome Pierre Moerlen's Gong, firmeranno per la Arista Records e proseguiranno una carriera corredata da alcuni album e da diverse formazioni, l'ultima delle quali vede Moerlen affiancato da musicisti russi registrare l'album Pentanine a Mosca nel 2002. Il batterista francese muore nel 2005 nel periodo in cui sta preparando una nuova versione del suo gruppo.

### I gruppi satellite e le reunion
La grande riunione della Gong Family avviene il 28 maggio del 1977 all'ippodromo di Parigi, e vi partecipano la maggior parte dei musicisti "storici" della band, articolati nelle seguenti formazioni:
- Tim Blake (più Didier Malherbe, Steve Hillage e Jorge Pinchevsky)
- Lady June
- Strontium 90 (Mike Howlett, Stewart Copeland, Sting e Andy Summers)
- Steve Hillage (più Miquette Giraudy, Pierre Moerlen, Mike Howlett, Mireille Bauer e Daevid Allen)
- Shamal Gong (Mike Howlett, Pierre Moerlen, Didier Malherbe, Mireille Bauer, Jorge Pinchevsky, Steve Hillage)
- Gong-Expresso (Pierre Moerlen, Benoît Moerlen, Mireille Bauer, Jorge Pinchevsky, Hansford Rowe)
- Daevid Allen & Euterpe
- Trilogy Gong (Daevid Allen, Gilli Smyth, Didier Malherbe, Steve Hillage, Miquette Giraudy, Pierre Moerlen, Mike Howlett)

Alcuni brani dell'evento vengono pubblicati nel 1977 nell'album doppio Gong est Mort, Vive Gong!.
Nel 1977 e nel 1978 una delle varie band "satelliti", i Planet Gong, composti da Daevid, Gilli e alcuni componenti dei britannici Here and Now, eseguono una serie di concerti, tra cui quello di Tolosa. I brani di questa data, assieme a Opium for the people registrata in studio, vengono pubblicati nel 1978 nell'album Floating anarchy live 1977, differente dai precedenti perché contiene diversi inediti.
I temi della mitologia Gong furono anche ripresi nei lavori solisti di Allen e nelle sue collaborazioni con altri gruppi tra cui gli Euterpe, band formata nell'amata Deià a Maiorca con Gilli e dei musicisti locali, con cui registra due album. Nel 1979 raggiunge a New York Gomelsky, che si era trasferito per promuovere negli USA il progressive europeo, e forma i New York Gong con il bassista Bill Laswell ed il suo gruppo. Insieme effettuano un'intensa serie di concerti nel 1979, e nel 1980 registrano About Time, un album che fonde le atmosfere dei Gong con quelle della new wave. Poco dopo Allen lascia il gruppo, che continua l'attività con il nome Material.
Gilli Smyth esordisce come solista con l'album Mother, registrato con Daevid ed altri "Gong" ed uscito nel 1978, nello stesso anno finisce la relazione sentimentale con Daevid ed assieme al nuovo compagno Harry Williamson fonda i Mother Gong. Sia come solista che con questo gruppo pubblica diverse opere, l'ultima intitolata 2006 dei Mother Gong, uscita nel 2006.
L'espressione Gong Global Family viene spesso usata per abbracciare tutte queste diverse formazioni, attive anche contemporaneamente in un arco di tempo che va dagli anni settanta ad oggi.
Le sonorità dei Gong della trilogia furono per alcuni anni riproposte anche nelle produzioni soliste di Steve Hillage, che con Miquette Giraudy realizzò alcuni album importanti come Fish Rising del 1975, L del 1976, Motivation Radio del 1977 e Green del 1978. Chitarrista di buona tecnica, Hillage miscela le sonorità distorte della chitarra con esotismi orientaleggianti, impiegando abbondantemente echi e riverberi. Negli anni novanta, la coppia Hillage-Giraudy diede vita al progetto elettronico trance-ambient System 7, oltre a produrre e a collaborare con artisti e formazioni legati alla musica etnica e trance come il cantante Rai Rachid Taha e il gruppo dei The Orb di Alex Paterson.

### Dissoluzione della band e nuove reunion
Dopo il 1980, con tutti i membri della band impegnati in progetti personali, le riunioni diventano sempre più sporadiche e l'avventura dei Gong sembra tramontata, ma nell'ottobre del 1989 Daevid Allen finalmente mette assieme i Gongmaison, con Malherbe ed altri nuovi musicisti, che pubblicano l'album in studio Gongmaison e uno dal vivo, registrato al festival di Glastonbury dello stesso anno. La Gong Global family si rianima e le varie band satelliti ricominciano ad esibirsi.
Si arriva così al primo vero lavoro dei Gong dai tempi di Gazeuse!, Shapeshifter, registrato tra il 1991 ed il 1992, in seguito ribattezzato Radio Gnome part 4, in quanto prosegue la storia narrata nella trilogia di Radio Gnome. La band nasce dalle ceneri dei Gongmaison e vede il ritorno del batterista Pip Pyle. Nel 1993 esce Live On TV 1990, registrato dai nuovi Gong con Gilli Smyth in uno spettacolo televisivo nel 1990.
Nel 1994 si tiene a Londra la riunione per il venticinquesimo anniversario della nascita del gruppo, immortalata nel doppio CD live 25th Birthday Party pubblicato nel 1995, la formazione comprende molti dei musicisti della trilogia di Radio Gnome. Nel marzo del 1996 ha luogo il primo tour dei Gong nel Nordamerica, eseguito con Allen, Smyth, Malherbe, Howlett, Pyle e Steffi Sharpstrings,  cui ne fa seguito uno nel Regno Unito in aprile ed uno in Giappone in giugno. Nel 1998 esce il doppio CD Family Jewels, una delle molte compilation del gruppo che, al contrario di altre, contiene materiale inedito. Viene attribuito ai Gong malgrado raccolga anche opere di altri gruppi della "Family".
A cavallo tra gli anni novanta e gli anni duemila Allen lavora su altri progetti collegati alla "Family", tra cui gli University of Errors, i Goddess T & Canterbury Family, i Magick Brothers ed i Guru & Zero. Nel 2000, insieme alla Smyth, a Malherbe (che compare come ospite), e al bassista della formazione classica Mike Howlett, i Gong pubblicano un nuovo lavoro in studio: Zero to Infinity, che prosegue la mitologia Gong, seguito dai live Live 2 Infinitea, dello stesso anno, e OK Friends! e High Above the Subterania Club 2000 usciti nel 2002.
Nel 2004, esce il CD Acid Motherhood registrato a Byron Bay in Australia, dove Allen risiede, con una formazione completamente nuova composta da Kawabata Makoto, Cotton Casino degli Acid Mothers Temple, Gilli Smyth e alla batteria il figlio di Daevid e Gilli, Orlando Allen. Di particolare importanza è la cosiddetta Gong Unconvention, tenuta al celebre Melkweg di Amsterdam nel novembre del 2006. L'evento, a cui parteciparono alcune band della Gong Family, portò alla fondazione dell'etichetta G-Wave, che pubblica esclusivamente album dei Gong e della Steve Hillage band. La rinnovata collaborazione tra Hillage e Allen riprese in una serie di concerti a Londra nel giugno del 2008 e soprattutto con l'album 2032.
Nel 2009, dopo oltre quarant'anni di attività, i Gong pubblicano l'atteso 2032, che vede nella formazione la maggior parte dei musicisti della trilogia di Radio Gnome. È la prima volta dal 1974, ai tempi di You, che Steve Hillage incide in studio con la band di Daevid Allen, altri ritorni sono quelli di Mike Howlett e Miquette Giraudy. Il 2032, secondo la mitologia Gong, è l'anno nel quale finalmente il pianeta Gong, abitato dai Pot Head Pixies con le loro teiere volanti, entrerà in contatto con il pianeta Terra, a seguito di un perfetto e armonico allineamento astrale.
Tra il 2009 e il 2010 vi sono stati diversi tour europei dei Gong, dei Magick Brothers e degli University Of Errors. Ai concerti del settembre 2010 nel Regno Unito parteciparono Allen, Smyth, Hillage, Giraudy, Sturt, Taylor e Ian East, mentre il gruppo di supporto furono gli Space Rituals di Nik Turner. Nel tour europeo del 2012, la formazione era composta da Allen, Smyth, Sturt, East, con Orlando Allen alla batteria e Fabio Golfetti alla chitarra. Dal 2013 il gruppo vedrà Gilli Smyth assente dalla line-up, a seguito del suo ritiro dall'attività concertistica. E, nello stesso anno, l'ingresso di Kavus Torabi.
Il 10 novembre del 2014 esce il nuovo album I See You. A giugno dello stesso anno Daevid Allen viene sottoposto ad un intervento urgente a causa di un tumore. L'operazione avrà un esito positivo; tuttavia, per ovvie ragioni di convalescenza, non intraprenderà la mini-tournée europea del nuovo album con la band, tra il mese di ottobre e di novembre. Lascerà poi intendere, attraverso un comunicato, che I See You in verità è un album del suo addio alla band, e che lui non si ritiene "Il leader dei Gong", o comunque un elemento senza il quale il gruppo non ha una ragion d'essere; bensì che il gruppo stesso, di per sé, è una grande famiglia composta da musicisti che hanno dato ognuno il proprio contributo artistico, e in quanto tale porterà avanti la sua attività, anche se senza di lui. Come per coincidenza, sulla copertina di I See You è possibile notare, in basso a destra, una frase scritta con un piccolo carattere, e firmata da Daevid Allen stesso, in cui dice esplicitamente "Gong 2014 whatever it is it will change" (Gong 2014 - Qualunque cosa essa sia, cambierà).
Il 5 febbraio 2015, attraverso un comunicato, Daevid Allen fa sapere che purtroppo le condizioni di salute sono peggiorate, e che, nonostante gli sforzi dei medici, l'aggressività del tumore è aumentata così drasticamente da non lasciare al suo quadro clinico qualche margine di miglioramento. Nel comunicato scrive che gli rimangono sei mesi di vita, facendo rimanere in apprensione amici, fan e colleghi. Il 13 marzo dello stesso anno viene annunciata la sua scomparsa dal figlio Orlando, attraverso la sua pagina Facebook. Il decesso è avvenuto a Byron Bay (Australia), alle 13:05 locali.

## Mitologia Gong
Una serie di personaggi fantastici, soggetti e ambientazioni sono ricorrenti negli album di Daevid Allen e dei Gong e nei primi lavori di Steve Hillage. Gli elementi di questa mitologia sono sviluppati in una storia che Allen sostenne di aver ideato per effetto di una visione che egli stesso avrebbe avuto durante "il plenilunio della Pasqua del 1966". Secondo tale visione lui non era che un esperimento sotto la supervisione di forze soprannaturali che chiamò i Dottori dell'Ottava, i quali alimentano e trasformano ogni forma di vita attraverso la musica. A partire da questa visione cominciò ad elaborare tutta la filosofia Gong.
La mitologia è suggerita attraverso tutti i primi lavori dei Gong, ma solo con la trilogia di Radio Gnome (1973-1974) assume il ruolo di tema centrale degli album. La mitologia ha un carattere semiserio e gran parte di essa si riferisce in qualche modo alla produzione e al consumo di tè (più probabilmente, tè di funghi allucinogeni). I personaggi della storia sono spesso usati come pseudonimi dei componenti della band, tra i quali Daevid Allen è Zero, Mike Howlett è Mista T Being e Gilli Smyth è la strega buona Yoni..

### Premesse
La presentazione del pianeta Gong viene fatta nel brano Gong Song del disco di esordio Magick Brother, Mystic Sister (1970), dove uno dei pot head pixies (i folletti che annunciano il collegamento tra la Terra e Gong) canta la sua canzone verde. Sulla note di copertina Allen introduce il pianeta e disegna i Pot-head pixies, che hanno delle eliche sulla testa e volano sulle loro teiere. Nel successivo album Camembert Electrique (1971) si viene trasportati nelle atmosfere del pianeta Gong dal brano di apertura Radio Gnome, l'emittente radiofonica che trasmette le sonorità del pianeta. Altri riferimenti al pianeta si trovano in Tropical Fish: Selene e Gnome the Second, i due brani che chiudono l'album. Anche in Camembert Electrique le note e i disegni di copertina di Allen sono quasi interamente dedicati al pianeta.

### Trilogia di Radio Gnome Invisible

#### Primo capitolo:Flying Teapot
La trilogia inizia con l'album Flying Teapot (1973), quando a un porcaro egittologo chiamato Mista T Being viene venduto un orecchino magico da Fred the Fish ("Federico il Pesce"), venditore ambulante di teiere antiche e collezionista di etichette di tè. L'orecchino è in grado di ricevere messaggi dal pianeta Gong grazie all'emittente radiofonica Radio Gnome Invisible. T Being e Fred vanno in Tibet, sull'Himalaya, dove incontrano (in una grotta) Banana Ananda, grande yogi della birra. Ananda si offre di cantare il Banana Nirvana Mañana e si ubriaca di Foster's Australian Lager. Questi ultimi avvenimenti riflettono le esperienze di vita dei primi componenti del gruppo, Daevid Allen e Gilli Smyth, che incontrano il loro sassofonista Didier Malherbe in una grotta di Deià a Maiorca.
Nel frattempo il protagonista della mitologia, Zero the Hero, conduce la sua vita di tutti i giorni, quando improvvisamente ha una visione nella Charing Cross Road di Londra. Viene così obbligato a cercare dei compagni d'avventura per fondare il culto del Cock pot pixie, uno dei tanti Pot-head pixies del pianeta Gong. Sulla copertina dell'album sono disegnati questi folletti che sono vestiti di verde e trasmettono i programmi della radio a bordo delle teiere verdi volanti.
Zero è presto distratto da una micia, che gli offre il suo piatto di fish and chips (il tipico piatto dei pescatori britannici a base di frittura di pesce e patatine). La micia è in realtà la strega buona Yoni, la quale dà a Zero una pozione. Questo avvenimento conclude il primo album della trilogia.

#### Secondo capitolo:Angel's Egg
Il secondo album della trilogia, (Angel's Egg del 1973) comincia con Zero che si addormenta a causa della pozione che ha bevuto, e che si trova così a fluttuare nello spazio. Dopo aver spaventato accidentalmente Captain Capricorn, un pilota spaziale, Zero trova il pianeta Gong dove passa un po' di tempo con una prostituta che lo presenta alla dea della Luna, Selene.
Il viaggio di Zero sul pianeta Gong, indotto dalla droga, continua, e i folletti Testa-di-Teiera gli spiegano come possano volare con le loro teiere, menzionando la tecnica chiamata gliding (planando), gliding è anche la peculiare tecnica chitarristica - mutuata da Barrett - che Allen adotta con la sua glissando-guitar. Zero viene poi condotto all'Unico Tempio Invisibile di Gong.
All'interno di questo tempio, gli viene mostrato l'Uovo dell'Angelo: la reincarnazione dei 32 Dottori dell'Ottava (discendenti del Grande Dio Cell). L'Uovo dell'Angelo è il grande occhio maṇḍala che compare su molte delle copertine dei dischi dei Gong. È anche una sorta di impianto di riciclaggio per i folletti Testa-di-Teiera.
A Zero viene poi rivelato un grande piano: ci sarà un Grande Banchetto di freak che Zero dovrà organizzare sulla Terra. Quando tutti avranno capito che verrà organizzato un enorme concerto sulla Terra, a ciascuno dei commensali verrà acceso un terzo occhio dallo Switch Doctor (Dottor Interruttore), il Dottore dell'Ottava residente sulla Terra, che vive vicino alla grotta di Banana Ananda, in un QuarTeierGenerale (la Compagnia dell'Opera Invisibile del Tibet o C.O.I.T.). Lo Switch Doctor trasmette tutti i dettagli alla Gong Band tramite l'Osservatorio BananaLunare, auspicando, in tal modo, l'avvento di una Nuova Era sulla Terra.

#### Terzo capitolo:You
Nel terzo album (You, del 1974), Zero è costretto per la prima volta a ritornare dal suo viaggio. Egli chiede a Hiram il Capomastro come strutturare la sua visione e costruire il proprio Tempio Invisibile. Fatto ciò, Zero decide di dover organizzare il Grande Banchetto di freak sull'isola di Everywhere, a Bali.
La festa procede bene e lo Switch Doctor accende il terzo occhio di ognuno, eccezion fatta per Zero, che si è perso nei piaceri della Terra, ovvero la Torta di Frutta di Banana Ananda. Zero si è perso l'intera rivelazione concessa dal terzo occhio ed è obbligato a continuare la propria esistenza ruotando sul ciclo della morte e della rinascita, avvicinandosi lentamente all'Uovo dell'Angelo. Quest'idea ricorda in un certo senso la reincarnazione buddhista.

### Altri album con riferimenti alla mitologia Gong

#### Shapeshifter
Diciotto anni più tardi, si aggiunge un quarto episodio (Shapeshifter, del 1992): in esso, Zero incontra uno sciamano di città che accetta di condurlo al livello successivo di consapevolezza, a condizione che egli stesso trascorra nove mesi su un aeroplano, viaggiando ovunque voglia, ma senza poter spendere denaro e mangiando soltanto il cibo fornitogli dalla compagnia aerea. Zero alla fine muore in Australia, in circostanze misteriose.

#### Zero to Infinity
Nell'album Zero to Infinity, del 2000, troviamo lo spirito di Zero godersi un'esistenza virtuale e libera dal proprio corpo. Egli diviene un androide-sferoide-zeroide. Grazie all'aiuto di uno strano animale, un gongalopo, arriva a comprendere che tutta la saggezza del mondo risiede dentro di sé. Pratica, inoltre, il Lafta Yoga e l'arte del fare il tè. Alla fine diventa un tutt'uno con un Tempio Invisibile e si diverte un sacco.

#### 2032
Nel 2009 esce 2032, da Allen considerato la vera prosecuzione della trilogia di Radio Gnome Invisible, in cui si narra la profezia secondo la quale nell'anno 2032 finalmente il pianeta Gong, abitato dai Pot Head Pixies con le loro teiere volanti e dai Dottori dell'Ottava, entrerà in contatto con il pianeta Terra, a seguito di un perfetto ed armonico allineamento astrale.

## Formazione

### Attuale
- Fabio Golfetti – voce, chitarra (2012–presente)
- Dave Sturt – basso (2009–presente)
- Ian East – sassofono (2010–presente)
- Kavus Torabi – chitarra (2014–presente)
- Cheb Nettles – batteria (2014–presente)

### Ex componenti
- Daevid Allen - voce, chitarra ritmica (1968-2015; morto nel 2015)
- Gilli Smyth - voce
- Steve Hillage - chitarra solista
- Tim Blake - tastiera
- Mike Howlett - basso elettrico
- Pierre Moerlen - batteria
- Didier Malherbe - flauto
- Rachid Houari - batteria
- Christian Tritsch - basso elettrico
- Allan Holdsworth - chitarra elettrica

## Discografia

### Album in studio
- 1970 - Magick Brother, Mystic Sister
- 1971 - Camembert Electrique
- 1973 - Flying Teapot
- 1973 - Angel's Egg
- 1974 - You
- 1976 - Shamal (accreditato ai Gong, è un album di transizione tra lo space rock psichedelico dei Gong di Daevid Allen e il jazz rock dei Pierre Morlen's Gong)[18]
- 1976 - Gazeuse! (pubblicato negli USA con il titolo Expresso e accreditato ai Gong, è de facto il primo album dei Pierre Morlen's Gong)[18]
- 1978 - Expresso II (accreditato ai Gong, è de facto il secondo album dei Pierre Morlen's Gong)[18]
- 1992 - Shapeshifter
- 2000 - Zero to Infinity
- 2009 - 2032
- 2014 - I See You
- 2016 - Rejoice! I’m Dead!
- 2019 - The Universe Also Collapses

## Filmografia
- 2015 – Romantic Warriors III: Canterbury Tales